# Jay Harrington
James H. Harrington III (Wellesley, 15 de novembre de 1971) és un actor estatunidenc.

## Primers anys de vida
Harrington va néixer i es va criar a Wellesley, Massachusetts, fill de Judy i Terry Harrington. Té dos germans, l'actor Adam i Matt. Quan era nen, la seva família passava els estius a Cape Cod, a la carretera del Harwich Junior Theatre. Va assistir a la Wellesley High School i després va estudiar teatre a la Syracuse University.

## Carrera
Harrington ha aparegut com el doctor Simon O'Keefe al drama WB Summerland, l'agent especial de l'FBI Paul Ryan a la curta durada The Inside de FOX i Steve a la versió de Coupling de la NBC. Va aparèixer en un paper recurrent a la sèrie de drama policial The Division. També ha tingut papers a A.U.S.A., Vic Mackey, Time of Your Life i Private Practice.
El 2006, Harrington va començar a aparèixer com el doctor Ron McCready a la sèrie Desperate Housewives. Va interpretar Ted Crisp a la sèrie de comèdia Better Off Ted des de març de 2009 fins a gener de 2010. Va tenir un paper recurrent a la temporada 4 de la sèrie de comèdia TV Land Hot in Cleveland. El 2014, va protagonitzar la sèrie de comèdia de curta durada USA Network Benched. El 2017, va tenir un paper de convidat a Suits com a Mark Meadows, l'exnòvio de Donna. Actualment interpreta el sergent II David "Deacon" Kay a S.W.A.T. basat en la sèrie de televisió de 1975 i la pel·lícula de 2003 del mateix nom.

## Filmografia (parcial)

### Cinema
| Any  | Títol              | Paper          |
| ---- | ------------------ | -------------- |
| 1999 | Anywhere But Here  | Waiter         |
| 1999 | Me and Dad         | Ryan McGillian |
| 2000 | Whatever It Takes  | Cop            |
| 2000 | Octopus            | Roy Turner     |
| 2011 | Un monstre à Paris | Emile          |
| 2012 | American Reunion   | Dr. Ron        |
| 2012 | True Love          | Sam            |

### Televisió
| Any       | Títol                | Paper               | Notes       |
| --------- | -------------------- | ------------------- | ----------- |
| 1997      | The Pretender        | Det. Maxwell        | 2 episodis  |
| 2001–2002 | The Division         | Theodore Blumenthal | 14 episodis |
| 2004–2005 | Summerland           | Simon               | 12 episodis |
| 2005      | The Inside           | Paul Ryan           |             |
| 2006      | Desperate Housewives | Dr. Ron McCready    | 7 episodis  |
| 2008–2009 | Private Practice     | Wyatt Lockhart      | 6 episodis  |
| 2009–2010 | Better Off Ted       | Ted                 | 26 episodis |
| 2012–2014 | Hot in Cleveland     | Alec                |             |
| 2016      | Code Black           | Dr. Leo Fields      |             |
| 2017      | Suits                | Mark Meadows        |             |
| 2017–2025 | S.W.A.T.             | David "Deacon" Kay  | 86 episodis |